# Pier Head
Il Pier Head (correttamente, George's Pier Head) è un insieme di edifici sulle rive del fiume Mersey nella città di Liverpool, in Inghilterra. È parte della città marittima e mercantile di Liverpool, che è stata iscritta nella lista del Patrimonio Mondiale dall'UNESCO dal 2004 al 2021, anno in cui le è stato revocato.
Il sito comprende un trio di punti di riferimento, costruiti sul sito del vecchio George Dock a cui ci si riferisce dal 2000 come "Le tre Grazie" (en. The Three Graces)
- Royal Liver Building, costruito tra il 1908 e il 1911 su progetto di Walter Aubrey Thomas. Si tratta di un edificio composto da due campanili, sormontati da due uccelli mitici "Liver Bird" (simbolo della città di Liverpool). L'edificio è la sede della Società "Royal Liver Friendly".
- Cunard Building, costruito tra il 1914 e il 1916 e classificato come monumento di II grado. È la vecchia sede della compagnia di navigazione "Cunard Line".
- Port of Liverpool Building, costruito nel 1903-1907 e classificato anch'esso come monumento di II grado. È la vecchia casa dei Mersey Docks e della Harbour Commission.

## Memoriali

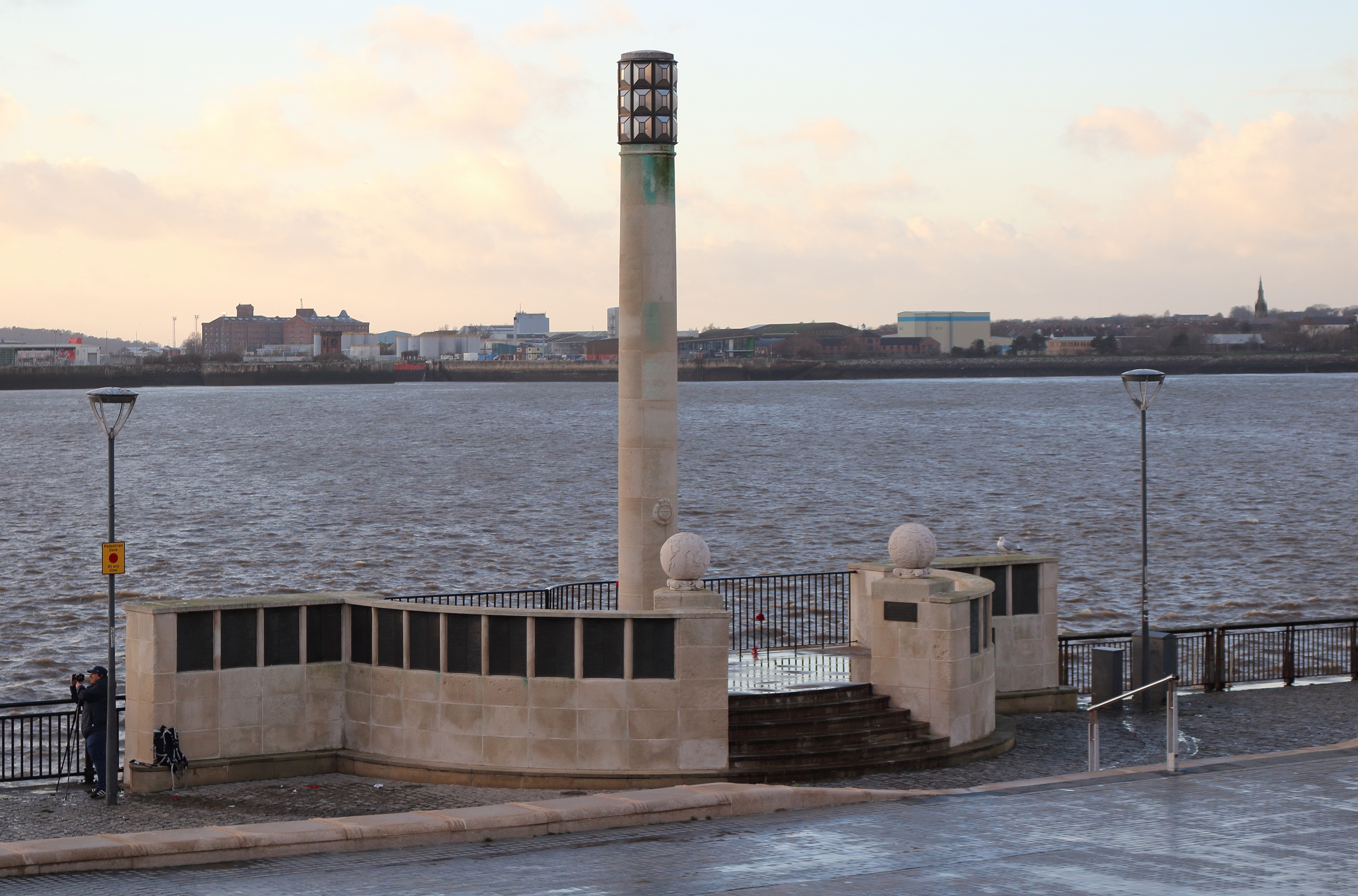
Monumento ai caduti della Marina Mercantile.

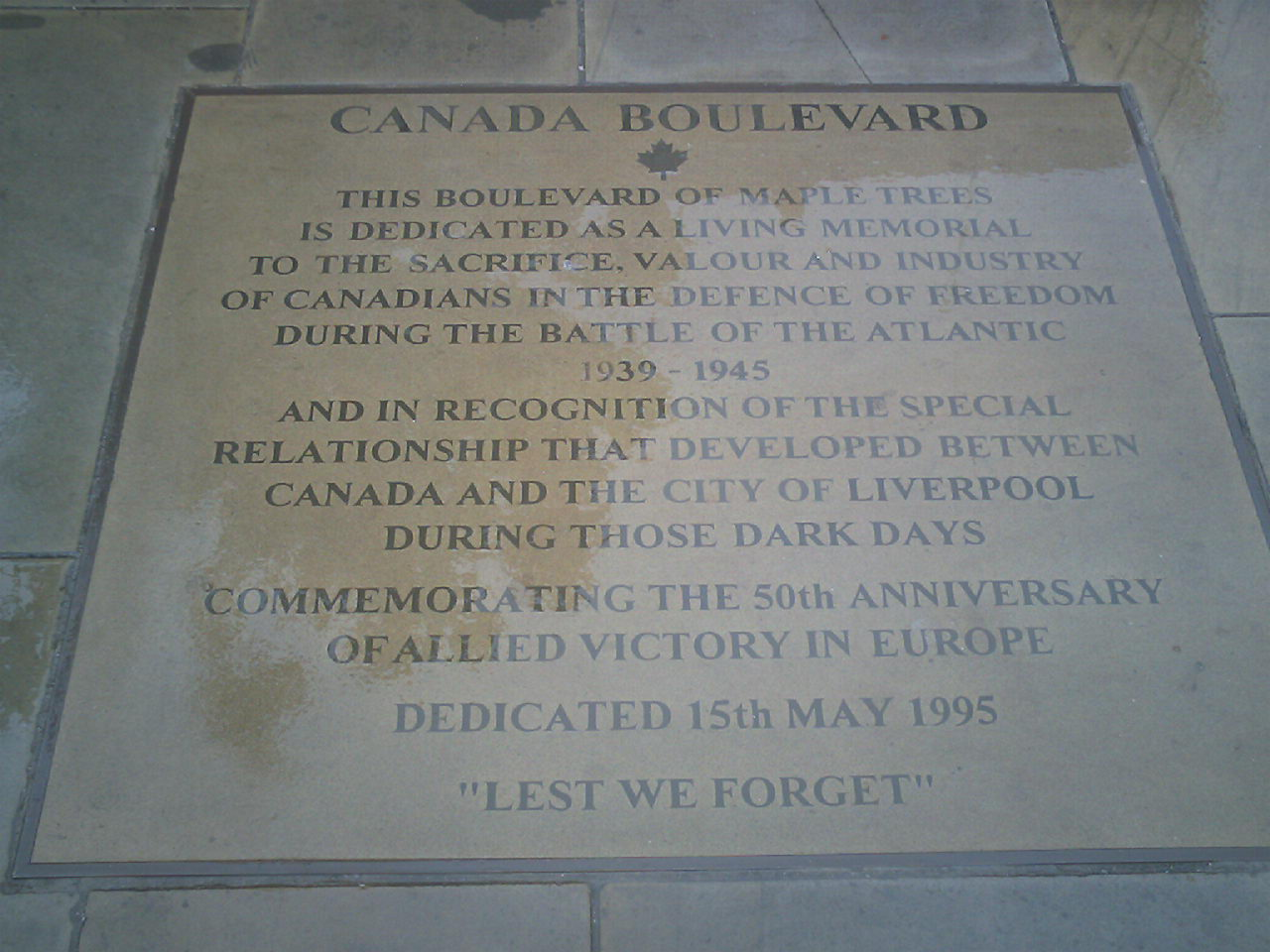
Targa su Canada Boulevard a Pier Head.

Pier Head include diversi memoriali:
- Il Memoriale del Titanic è dedicato agli ingegneri che rimasero ai loro posti durante l'affondamento della nave.
- Il Cunard War Memorial.
- L'Alfred Lewis Jones Memorial.
- Il Merchant Navy War Memorial.

Ci sono diverse aggiunte recenti ai monumenti di Pier Head, tra cui uno per la seconda guerra mondiale, il comandante del gruppo di scorta Johnnie Walker e un ricordo dei marinai mercantili cinesi che hanno prestato servizio e sono morti per la Gran Bretagna in entrambe le guerre mondiali, esposte il 23 gennaio 2006